# Holy (píseň)
„Holy“ je píseň britského multiinstrumentalisty Mika Oldfielda. Pod názvem „One Glance Is Holy“ byla vydána jako jeho dvacátý devátý singl na podzim 1989 pouze v Německu.
Tento singl pochází z Oldfieldova alba Earth Moving, na kterém se nachází písnička „Holy“ (zpěv Adrian Belew). Její různě upravené verze pak byly vydány pod názvem „One Glance Is Holy“ jako singl. Standardní, sedmipalcový singl obsahuje dvě verze této písně s dodatky „Edit“ a „Single Remix“. Ve dvanáctipalcové variantě se pak navíc vyskytují „Hard and Holy Mix“ a čistě instrumentální „Holy Groove Instrumental“.

## Seznam skladeb
7" verze
1. „One Glance Is Holy (Edit)“ (Oldfield) – 3:36
2. „One Glance Is Holy (Single Remix)“ (Oldfield) – 3:45

12" a CD verze
1. „One Glance Is) Holy (Hard and Holy Mix)“ (Oldfield) – 4:49
2. „(One Glance Is) Holy (Single Remix)“ (Oldfield) – 3:45
3. „(One Glance Is) Holy (Edit)“ (Oldfield) – 3:36
4. „(One Glance Is) Holy (Holy Groove Instrumental)“ (Oldfield) – 4:46